# David Speedie
David Robert Speedie (Glenrothes, 20 febbraio 1960) è un ex calciatore scozzese, di ruolo attaccante.

## Carriera
Ha giocato più di 160 partite con la maglia del Chelsea.

## Palmarès

### Club

#### Competizioni nazionali
- Second Division: 1

Chelsea: 1983-1984
- Full Members Cup: 1

Chelsea: 1985-1986